# Leo Väisänen
Leo Väisänen, född 23 juli 1997 i Helsingfors, är en finländsk fotbollsspelare som spelar för BK Häcken. Han representerar även det finländska landslaget.
Han är yngre bror till Sauli Väisänen, som spelar för Chievo.

## Karriär
Den 24 mars 2025 värvades Väisänen av BK Häcken, där han skrev på ett kontrakt fram till sommaren 2028.